# Josep Esteve i Soler
Josep Esteve Soler (Manresa, 4 de enero de 1930-Barcelona, 29 de marzo de 2019) fue un empresario español del sector farmacéutico.

## Biografía
Hijo del doctor Antoni Esteve y Subirana y nieto de Josep Esteve y Seguí. Se doctoró en farmacia por la Universidad de Barcelona. 
Fue director de Laboratorio del Dr. Esteve, Amilcar, Industrias Químicas Esteve, Explotaciones Albareda, Productos Esteve Internacional, Polafin, Immobiliaria Almaón, Pharmaderm, Moloos, Distriquímica, Laboratorios Barcino, Esteve Farmacéutica, Grupo Esteve, Sintenovo, El Formal y Molina Sport, todas ellas situadas en Barcelona. También ha presidido Tarrasol, Soprem e Isdin. 
Fue presidente de honor de la Corporación Esteve, miembro del patronato de la Fundación Princesa de Asturias y presidente del patronato de la Fundación Dr. Antoni Esteve, fundada en 1983 junto a sus hermanos. 

## Premios
- Cruz de Sant Jordi de la Generalidad de Cataluña (1984)
- Encomienda de la Orden Civil de Sanidad.
- “Mejor Empresario del Año”, concedido por Actualidad Económica (1997).[2]

## Asociaciones a las que perteneció
- Vicepresidente de la Academia de Ciencias Médicas de Cataluña y Baleares hasta 1983.
- Presidente de la Real Academia de Farmacia de Cataluña entre 2002 y 2004.[5]
- miembro de la Real Academia Nacional de Farmacia de España
- miembro de la Real Academia de Farmacia de Francia
- miembro de la Academia de Doctores de Cataluña y Baleares
- miembro del Patronato Fundación Príncipe de Asturias
- presidente de Farmaindustria (1975-1977 y 1987-1989)
- representante de la patronal española en el Consejo de la International Federation of Pharmaceutical Manufacturers Association hasta 1994.
- miembro del Consejo Asesor para la Ciencia y la Tecnología (1987-2001)
- vocal del Consell de la Fundació Catalana per a la Recerca (1989-2000).[2]